# ハゲタカのえじき
ハゲタカのえじき（Hol's der Geier）は、ドイツのカードゲーム。1988年にラベンスバーガー社から発売された。日本ではツクダ プレイシングス社から発売され、現在はメビウスゲームズ社が販売している。作者はアレックス・ランドルフ。プレイ人数は2 - 6人。1988年、ドイツ年間ゲーム大賞にノミネートされた。
非常にシンプルなルールながら、同じ数字を出さないように、あるいは得点がマイナスの場合同じ数字を出して別の人に押し付けるように、お互いの心理を読み合う部分にゲーム性がある。

## ルール
プレイヤーはそれぞれ15から1の数字が書かれた15枚のカードを手札として持ち、それとは別に10から-5の点数が書かれた15枚の得点カードをシャッフルした後に山札として裏向きに場に置いた状態からスタートする。
まず山札から得点カードを1枚オープンし、プレイヤーは手札から任意のカードを1枚選んで伏せて場に出す。全員が出したら同時にオープンして場に出たカードを比べて、得点カードを獲得するプレイヤーを決める。場の得点カードの数字がプラスの場合は最も数字が大きいカードを出したプレイヤー、マイナスの場合は最も数字が小さいカードを出したプレイヤーが得点カードを獲得する事になる。ただし、複数のプレイヤーが同じ数字を出した場合は、その数字は無効とされ、無効でない数字の中で最大ないし最小の数字を出したプレイヤーが獲得する。また、全員のカードが無効の場合は得点カードは誰も得られずに持ち越され、次のラウンドで誰かがそのラウンドの得点カードと共に獲得する事になる。誰が獲得するかは持ち越された得点カードとそのラウンドの得点カードの合計得点がプラスかマイナスかで決まるが、それも全員無効になった場合はさらに次のラウンドに持ち越され、誰かが引き取るまで持ち越され続ける。最終ラウンドで全員無効になった場合はその得点カードは（持ち越しがあった場合それらも）誰も獲得しないでゲームは終わる。
使った手札は捨てられ、再利用は不可。15ラウンド行い、合計得点が最も高いプレイヤーが勝ちとなる。